# Bad Boys (chanson)
 (septembre 2009).
Si vous disposez d'ouvrages ou d'articles de référence ou si vous connaissez des sites web de qualité traitant du thème abordé ici, merci de compléter l'article en donnant les références utiles à sa vérifiabilité et en les liant à la section « Notes et références ».
Pour les articles homonymes, voir Bad Boys.
Bad Boys est le titre d'une chanson reggae de Inner Circle. Elle a été rendue populaire en particulier par la série télévisée américaine COPS, qui l'employait comme générique d'ouverture (une version instrumentale est aussi jouée lors du générique de fin).

## Histoire
La chanson est à l'origine sortie en 1987 sur l'album One Way, mais elle n'est sortie en single aux États-Unis qu'en 1989. Elle se classe alors 53e au Royaume-Uni et 8e aux États-Unis, où elle a été certifiée « Or ». Elle sera également présente sur la face B du single vinyle de Inner Circle en 1992, Sweat (A La La La La Long).
La chanson a été très populaire dans les années 1990 et a été utilisée comme thème principal dans le film américain Bad Boys de Michael Bay (1995) avec Will Smith et Martin Lawrence. 
Beaucoup d'internautes affirment sur Youtube par exemple que cette chanson est interprétée ou a été écrite par Bob Marley, ce qui est bien évidemment faux.
Cette chanson fait référence au shérif John Brown, qui est le shérif tué dans la chanson de Bob Marley I Shot the Sheriff.

## Classements
| Classement (1991)         | Meilleure position |
| ------------------------- | ------------------ |
| Norvège (VG-lista)        | 1                  |
| Suède (Sverigetopplistan) | 2                  |

| Classement (1993)                               | Meilleure position |
| ----------------------------------------------- | ------------------ |
| Allemagne (Media Control AG)                    | 35                 |
| Australie (ARIA)                                | 25                 |
| Autriche (Ö3 Austria Top 40)                    | 21                 |
| Canada (RPM 100 Hit Tracks)                     | 19                 |
| États-Unis (Billboard Hot 100)                  | 8                  |
| États-Unis (Hot Dance Music/Maxi-Singles Sales) | 15                 |
| États-Unis (Hot R&B/Hip-Hop Singles)            | 58                 |
| États-Unis (Rhythmic Top 40)                    | 27                 |
| États-Unis (Top 40 Mainstream)                  | 7                  |
| Irlande (IRMA)                                  | 26                 |
| Nouvelle-Zélande (RMNZ)                         | 5                  |
| Royaume-Uni (UK Singles Chart)                  | 52                 |

| Classement (2006)          | Meilleure position |
| -------------------------- | ------------------ |
| États-Unis (Hot Ringtones) | 10                 |

| Classement (2007)          | Meilleure position |
| -------------------------- | ------------------ |
| États-Unis (Hot Ringtones) | 20                 |